# 단백질 표적화
단백질 표적화(蛋白質 標的化, 영어: protein targeting) 또는 단백질 분류(蛋白質 分類, 영어: protein sorting)는 단백질이 세포 내부나 세포 외부의 적절한 목적지로 수송되는 생물학적 메커니즘이다. 단백질은 세포소기관의 내부 공간, 다른 세포의 내막, 세포막, 또는 분비를 통해 세포 외부로 나갈 수 있다. 이 전달 과정은 단백질 자체에 포함된 정보를 바탕으로 이루어진다. 올바른 전달 과정이 중요하다. 하지만 이 과정에서 오류가 발생하게 되면 질병으로 이어질 수 있다.

## 표적화 신호
표적 신호는 세포 수송체가 단백질을 세포 내부 또는 외부에 정확하게 위치시킬 수 있게 하는 신호이다. 이 정보는 폴리펩타이드 사슬 또는 접힌 단백질에 포함되어 있다. 표적화를 가능하게하는 사슬 내 아미노산 잔기의 연속을 시그널 펩타이드 또는 표적 펩타이드라고 한다. 표적 펩타이드에는 2가지 유형이 존재하는데, 사전 서열 펩타이드와 내부 표적화 펩타이드가 있다. 표적화 펩티드의 사전 서열은 종종 N 말단 연장부에서 발견되며 6~136개의 염기성 및 소수성 아미노산으로 구성된다. 퍼옥시좀의 경우, 표적화 서열은 주로 C 말단 연장에 존재한다. 신호 패치로 알려진 다른 신호는 1차 시퀀스에서 분리 된 부분으로 구성된다. 단백질 표면에 접을 때, 그 기능을 발휘한다. 또한 글리코실화와 같은 단백질 변형은 표적화를 유도 할 수 있다.

## 단백질 전위
1970년에 권터 블로벨은 막을 통한 단백질의 전위에 관한 실험을 수행했다. 그는 1999년, 노벨상을 수상했다. 그는 많은 단백질들이 시그널 펩타이드, 즉 표적 소기관에 대한 우편 번호와 같은 기능을 하는 짧은 아미노산 서열을 가지고 있음을 발견했다. 리보솜에 의한 전령 RNA의 단백질로의 번역은 세포질 내에서 일어난다. 합성된 단백질이 다른 세포소기관에서 포함하는 경우, 단백질에 따라 번역 동시 전위(번역과 전위가 함께 일어남)와 번역 후 전위(단백질 번역 후 전위를 실시함)의 두 가지 방식으로 수송 될 수 있다.

### 번역 동시 전위
소포체, 골지체, 엔도솜에 존재하는 대부분의 단백질은 번역 동시 전위 경로를 사용한다. 이 과정은 단백질이 여전히 리보솜 상에서 합성되는 동안 신호 인식 입자(SRP)에 의해 인식되는 단백질의 N 말단 시그널 펩타이드로 시작한다. 리보솜-단백질 복합체가 진핵생물에서는 소포체의 SRP 수용체로, 원핵생물에서는 원형질막으로 옮겨지는 동안 합성이 정지된다. 여기서 초기 단백질은 트랜스로콘, 진핵 생물에서 Sec61 전위 복합체 및 원핵 생물에서 상동 SecYEG 복합체로 구성된 막-결합 단백질 전도 채널에 삽입된다. 분비 단백질 유형 I에서 막관통 단백질에 의해 소포체(진핵 생물) 또는 세포막(원핵 생물)의 막으로 전위되면, 신호 서열은 바로 초기 폴리펩타이드로부터 절단된다. 유형 II 막 단백질의 신호 서열 및 일부 폴리토픽 막 단백질은 절단되지 않기 때문에 신호 앵커 서열로 지칭된다. 소포체 내에서 단백질은 먼저 소포체에 있는 다른 단백질의 방해로부터 단백질을 보호하기 위해 샤페론닌으로 덮여있어 올바르게 접을 시간을 준다. 일단 접히면 단백질은 필요에 따라(예를 들어, 글리코실화에 의해) 변형된 후, 추가 가공을 위해 골지체(Golgi)로 이송되고 그의 표적 소기관으로 이동하거나 다양한 소포체 보유 메커니즘에 의해 소포체에 저장된다.
막 통과 수용체인 막관통 단백질의 아미노산 사슬은 막을 한 번 또는 여러번 통과한다. 막 앵커 또는 신호 앵커 서열이라고도 하는 정지-전달 서열에 의해 공정이 중단 될 때까지 전위에 의해 막에 삽입된다. 이러한 막 단백질은 현재 분비 단백질을 위해 개발된 동일한 표적 모델을 사용하여 현재 이해되고 있다. 그러나 다수의 복잡한 다중 막 통과 단백질은 모델에 적합하지 않은 구조적 측면을 포함한다. 7개의 막 통과 G 단백질 결합 수용체(인간에서 유전자의 약 5%를 나타냄)는 대부분 아미노-말단 신호 서열을 갖지 않는다. 분비 단백질과는 달리, 제 1 막 횡단 도메인은 제 1 신호 서열로서 작용하여 이를 소포체 막에 표적화한다. 또한 이는 단백질의 아미노 말단이 소포체 막 내로의 전위를 초래한다. 이것은 소포체를 표적으로 하는 포유 동물 단백질에 대해 항상 유지되는 번역 동시 전위의 규칙을 어기는 것으로 보인다. 이것은 인 비트로 실험에서 옵신으로 증명되었다.

### 번역 후 전위
대부분의 분비 단백질은 동시 번역적으로 전위되지만, 일부는 세포 기질에서 번역된 후 번역 후 시스템에 의해 소포체, 원형질막으로 운반된다. 원핵생물에서는 SecA, SecB와 같은 특정 보조인자가 필요하다. 이 경로는 진핵생물에서는 잘 이해되지 않지만, 2개의 막 결합 단백질인 Sec62, Sec63에 의해 촉진된다.
또한 미토콘드리아, 엽록체 또는 퍼옥시좀과 같은 다른 목적지를 표적으로 하는 단백질은 번역 후 경로를 특수하게 사용한다. 또한 핵을 목표로 하는 단백질은 번역 후 전위된다. 그들은 핵공을 통해 핵막을 통과한다.

## 단백질 분류

### 미토콘드리아
대부분의 미토콘드리아 단백질은 흡수 펩타이드 신호를 포함하는 세포질 전구체로 합성된다. 세포기질 샤페로닌은 미토콘드리아 막에 연결된 수용체를 채널로 단백질을 전달한다. 예비 단백질은 헤어핀-루프로서 TOM을 통해 전위된다.
다음은 3가지의 미토콘드리아 외막 수용체이다.
- TOM70 : 내부 표적화 펩타이드에 결합하고 세포질 샤페로닌의 도킹 포인트로서 작용한다.
- TOM20 : 특수 서열과 결합한다.
- TOM22 : 전서열 및 내부 표적화 펩타이드를 결합한다.

TOM 채널(TOM40)은 분자량이 410kDa이고 기공 직경이 21Å인 양이온이 많은 채널이다.
전서열 translocase23 (TIM23)은 미토콘드리아 내막에 국한되어 있으며 전구체 단백질과 N 말단을 결합시키는 기공 형성 단백질을 작용시킨다. TIM23은 미토콘드리아 매트릭스, 내부 미토콘드리아 막 및 자궁 내막 공간을 위한 예비 단백질에 대한 전 위기 역할을한다. TIM50은 내부 미토콘드리아 측에서 TIM23에 결합하고 전치 서열에 결합하는 것으로 밝혀졌다. TIM44가 매트릭스 측에 결합되어 mtHsp70에 결합하는 것으로 밝혀졌다. 전 서열 translocase22 (TIM22)는 내부 미토콘드리아 막에 독점적으로 결합 된 예비 단백질에 결합한다.
미토콘드리아 세포질 표적화 서열은 양으로 하전된 아미노산 및 하이드록실화 된 것이 풍부하다. 단백질은 다수의 신호 및 몇몇 경로에 의해 복막 외 구획을 목표로 한다. 외부 막, 막간 공간, 내부 막을 표적화하는 것은 매트릭스 표적화 서열 외에 다른 신호 서열을 필요로 한다.

### 엽록체
엽록체의 전단백질은 기질 수입 서열 또는 기질 및 틸라코이드 표적화 서열을 함유 할 수 있다. 전단백질의 대부분은 엽록체 외피 내에 위치한 Toc 및 Tic 복합체를 통해 전위된다. 스트로마에서 스트로마 수입 서열은 절단되어 접혀지며 틸라코이드에 대한 엽록체 정렬이 계속된다. 엽록체의 외피를 표적으로 하는 단백질은 일반적으로 절단 가능한 분류 순서가 부족하다.

### 엽록체와 미토콘드리아
미토콘드리아와 엽록체에는 많은 단백질이 필요하다. 일반적으로 표적화 펩타이드는 2개의 특정 펩타이드에 대해 중간 특성을 갖는다. 이들 단백질의 표적화 펩타이드는 높은 함량의 염기성 및 소수성 아미노산, 음으로 하전된 아미노산을 갖는다. 그들은 알라닌 함량이 낮고 류신 및 페닐알라닌 함량이 높다. 이중 표적 단백질은 미토콘드리아 및 엽록체 단백질보다 더 소수성 표적화 펩타이드를 갖는다.

### 퍼옥시좀
모든 퍼옥시좀 단백질은 핵 유전자에 의해 암호화된다.
현재까지 알려진 PTS(Peroxisome Targeting Signals)에는 두 가지 유형이 있다.
- 퍼옥시좀 표적화 신호 1(PTS1) : 공통 서열(S/A/C)-(K/R/H)-(L/A)을 갖는 C 말단 트리 펩타이드. 가장 흔한 PTS1은 세린-라이신-류신(SKL)이다. 대부분의 과산화 이소성 매트릭스 단백질은 PTS1 유형 신호를 갖는다.

- 퍼옥시좀 표적화 신호 2(PTS2) : 합의 서열 (R/K)-(L/V/I)-XXXXX-(H/Q)-(L/A/F)-(N/말단 근처에 위치된 비펩타이드). 여기서 X는 임의의 아미노산 일 수 있다.

이들 신호 중 어느 것도 보유하지 않는 단백질도 있다. 이들의 수송은 소위 피기 백(Piggy Back) 메커니즘에 기초 할 수 있다. 이러한 단백질은 PTS1 자리 매트릭스 단백질과 관련되고 그들과 함께 퍼옥시좀 매트릭스로 전위된다.

### 질병
퍼옥시좀 관련 단백질 수송에 문제가 생기면 다음과 같은 유전 질환에서 결함이 있다.
- 젤위거 증후군
- 부신백질이영양증(ALD)
- 질병 재개

## 세균과 고균
위에서 논의된 바와 같이(단백질 전좌 참조), 대부분 원핵생물의 막-결합 및 분비 단백질은 세균 SRP를 사용하는 공동-번역 경로 또는 SecA 및 SecB를 필요로 하는 번역 후 경로에 의해 원형질 막을 표적으로 한다. 원형질막에서 이들 두 경로는 전좌를 위해 단백질을 SecYEG 트랜스로콘에 전달한다. 박테리아는 단일 원형질 막(그람 양성균) 또는 내부 막+주변 세포질(그람 음성균)에 의해 분리된 외부 막을 가질 수 있다. 원형질막 외에 대부분의 원핵생물은 진핵생물에서 발견되는 막-결합 세포 소기관이 결여되어 있지만, 가스 소포 및 저장 과립과 같은 다양한 유형의 개재물에 단백질을 조립할 수 있다.

### 그람 음성 세균
그람 음성 세균의 단백질은 원형질막, 외막, 주변 세포질에 포함되거나 환경으로 분비 될 수 있다. 세포 외막을 가로질러 단백질을 분비하는 시스템은 상당히 복잡 할 수 있으며 병인에서 중요한 역할을 한다. 이들 시스템은 타입 I 분비, 타입 II 분비 등으로 나눌 수 있다.

### 그람 양성 세균
대부분의 그람 양성 세균에서 특정 단백질은 원형질막을 통한 반출 및 세균 세포벽에 대한 후속 공유 부착을 목표로 한다. 특수효소인 솔테이스는 LPXTG 모티프(여기서 X는 임의의 아미노산 일 수 있음)와 같은 단백질 C 말단 근처의 특성 인식 부위에서 표적 단백질을 절단한 다음, 단백질을 세포벽으로 옮긴다. 유사하게 세포 외면, C 말단 막 횡단 도메인, 단백질의 극한 C 말단에서 세포질 면의 염기성 잔기 클러스터에 시그너처 모티프를 특징으로하는 여러 유사한 시스템이 발견되었다. 많은 그람 음성 세균에서 발견되는 PEP-CTERM /exosortase 시스템은 세포 외 고분자 물질 생산과 관련이 있는 것으로 보인다.

## 단백질에서 단백질 표적화 모티프 식별
Minimotif Miner는 알려진 단백질 표적화 서열 모티프에 대한 단백질 서열 질의를 검색하는 생물 정보학 도구이다.

## 같이 보기
- 단백질
- 단백질 접힘
- 번역 후 변형